# 1510 Charlois
1510 Charlois este un asteroid din centura principală, descoperit pe 22 februarie 1939, de André Patry.